# دی‌اس اتومبیلز
دی‌اس اتومبیلز (به فرانسوی: DS Automobiles) برند برتر استلانتیس است. مارک دی‌اس نخست در اوایل سال ۲۰۰۹ به عنوان زیرمجموعه برتر سیتروئن به مدل‌های دیگر اضافه شد تا در کنار دیگر خودروهای سیتروئن به تولید برسد. دی‌اس مخفف روح متفاوت (Different Spirit) یا سری متمایز (Distinctive Series) است (اگر چه ارجاع به خودروی تاریخی سیتروئن دی‌اس هم آشکار است). این نام همچنین گونه‌ای بازی با کلمات است چون تلفظش در زبان فرانسه مانند کلمه déesse به معنی الهه است. از سال ۲۰۱۵ (و پیش از آن از ۲۰۱۲ در چین) برند سیتروئن از روی خودروهای خط تولید دی‌اس برداشته شد و دی‌اس به عنوان یک برند مستقل به کار ادامه داد. به گفته کارلوس تاوارس مدیرعامل وقت گروه پی‌اس‌ای، دی‌اس از همان پلتفرم‌ها و نمایندگی‌های دیگر مدل‌های گروه پی‌اس‌ای استفاده خواهد کرد اما از طریق استانداردهای تولیدی و مهندسی مجزا خود را از خودروهای سیتروئن متمایز خواهد کرد.

## تاریخچه
گروه پی‌اس‌ای نخست از سه برند پژو، سیتروئن و تالبوت (که بسیار سریع منحل شد) تشکیل می‌شد که هیچ‌یک به عنوان یک برند برتر در گروه محسوب نمی‌شدند. در سال ۱۹۷۶، گروه پی‌اس‌ای جداسازی برندها بر اساس کلاس قیمتی را آزمایش کرد (مانند برند بیوک/شورولت یا آئودی/فولکس واگن) اما هیچ‌یک از برندها توانایی قیمت‌گذاری بالا را نداشتند. در نهایت معرفی برند سوم مورد آزمایش قرار گرفت. این روش توسط خودروسازان دیگر هم با موفقیت آزمایش و اجرا شده بود. مانند برندهای برتر لکسوس و اینفینیتی.
سیتروئن دی‌اس اصلی، یک خودروی دارای طراحی خاص و نمادین در سال‌های ۱۹۵۵ الی ۱۹۷۵ بود و تصمیم گرفته شد که برند جدید بر روی میراث آن خودرو بنا شود. خط تولید دی‌اس در اوایل سال ۲۰۱۰ با تولید سیتروئن دی‌اس۳ آغاز بکار کرد. خودروی کوچکی که به عنوان طرح اولیه سیتروئن C3 جدید طراحی شد. سیتروئن دی‌اس۳ از روی ایده سیتروئن C3 pluriel و خودروی مفهومی Citroen DS inside طراحی شد. سیتروئن دی‌اس۳ با رنگ سقف قابل انتخاب تولید شد که می‌توانست در کنتراست یا رنگ بدنه خودرو باشد. این خودرو به عنوان خودروی سال ۲۰۱۰ از سوی مجله تخت گاز انتخاب شد و ۴ بار پیاپی به عنوان بهترین خودروی سوپرمینی در بخش رضایت‌مندی مشتریان توسط مؤسسه JD Power انگلستان معرفی شد و به عنوان دومین خودروی بهینه در زمینه مصرف سوخت پس از سیتروئن C3 از سوی مجله What Car انتخاب شد. در سال ۲۰۱۳، سیتروئن دی‌اس۳ با اختصاص دادن سهم ۴۰٪ی از بازار خودروهای کوچک لوکس( سوپر مینی) اروپا، دوباره عنوان پرفروش‌ترین خودروی پریمیوم در کلاس خود را کسب کرد.
خودروهای سری دی‌اس در ارتباط عمیق با خودروهای سیتروئن ساخته می‌شد مانند خودروی دی‌اس ۴ محصول ۲۰۱۰ که براساس سیتروئن هیپنوس محصول سال ۲۰۰۸ یا خودروی مفهومی دی‌اس ۵ در سال ۲۰۱۱ که بر اساس سیتروئن C-SportLounge محصول سال ۲۰۰۵ ساخته شد.
در چین خودروهای دی‌اس از سال ۲۰۱۴ در نمایندگی‌های مجزا بفروش می‌رسند. مدل‌های دی‌اس برای فروش در چین توسط گروه سرمایه‌گذاری مشترک چنگان-پی‌اس‌ای مستقر در شنزن تولید می‌شود. دی‌اس 5LS و دی‌اس 6WR تنها در چین بفروش می‌رسد. با معرفی فیس لیفت دی‌اس ۵ در سال ۲۰۱۵ برند دی‌اس در اروپا هم از سیتروئن جدا شد و نمایندگی‌های مستقل دی‌اس برای همه جهان آغاز به برنامه‌ریزی کردند.

## نشان
در عقب خودروها نشان جدید دی‌اس به جای نشان شبه نظامی سیتروئن قرار می‌گیرد و طراحی و سبک همه آن‌ها به‌طور قابل توجهی متفاوت از خودروهای خواهر خوانده‌شان خواهد بود. سیتروئن چندین خودروی اسپرت مفهومی با کار کردن بر روی سیتروئن سورولت تولید و با نشان دی‌اس ارائه کرد و همچنین در سال ۲۰۱۴ دی‌اس دیواین را با کار بر روی نمونه اولیه سیتروئن سورولت به عنوان خودرو آینده رده اسپرت و کوپه معرفی کرد.

## موتور اسپرت

### فرمولا ئی
دی‌اس و ویرجینگ ریسینگ در فصل دوم مسابقات فرمولا ئی به یکدیگر پیوستند و تیم دی‌اس ویرجینگ ریسینگ را در مسابقات فرمولا ئی تشکیل دادند و با این نام در این مسابقات حضور دارند.

## مدل‌ها

### کنونی
| دی‌اس۳ | دی‌اس۳ کراس‌بک | دی‌اس۴ |
| ----- | ------------ | ----- |
|       |              |       |

| دی‌اس۴ اس | دی‌اس۵ | دی‌اس۵ ال‌اس |
| -------- | ----- | ---------- |
|          |       |            |

| دی‌اس۶ | دی‌اس۷ کراس‌بک | دی‌اس۹ |
| ----- | ------------ | ----- |
|       |              |       |

### مفهومی

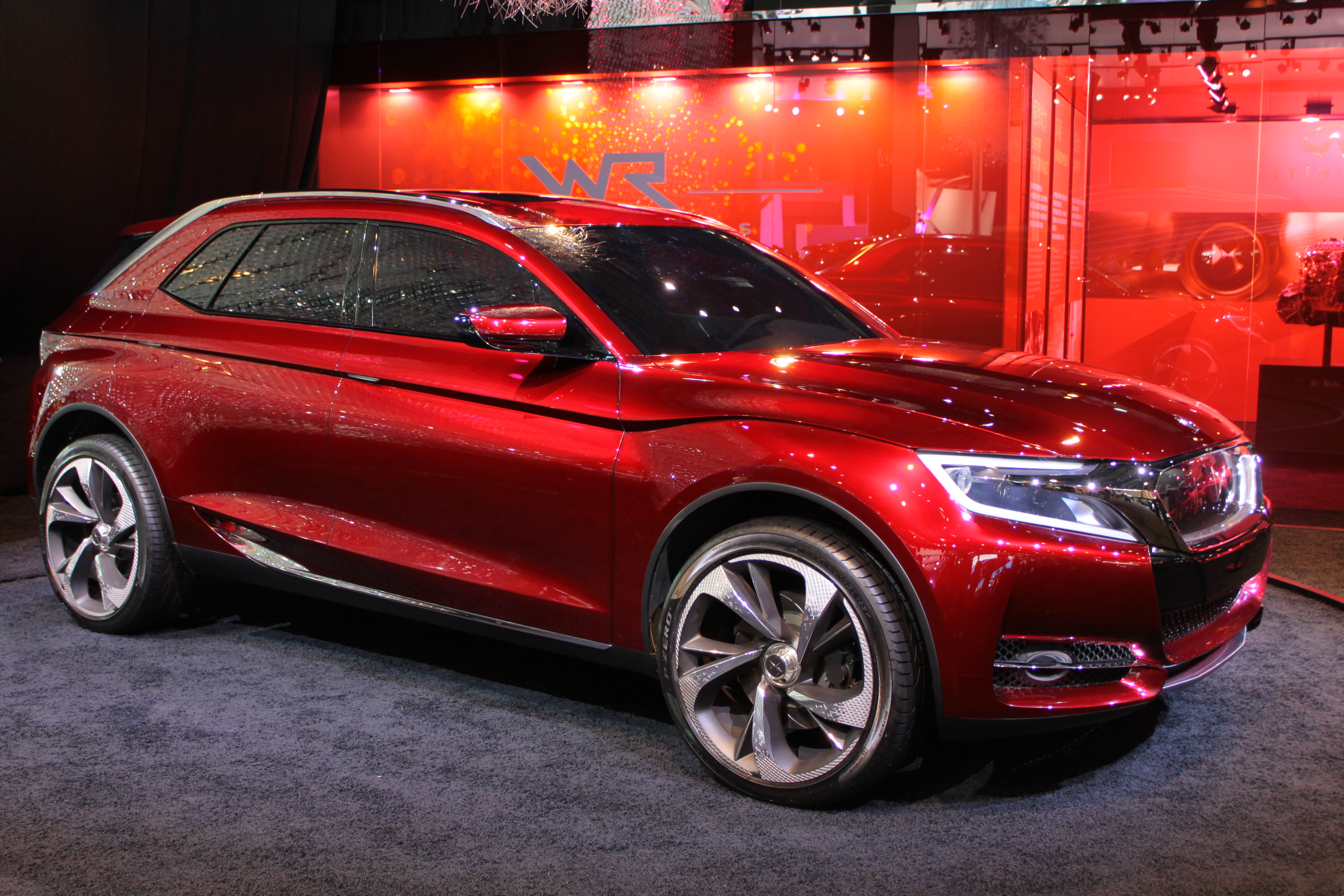
2013 DS Wild Rubis
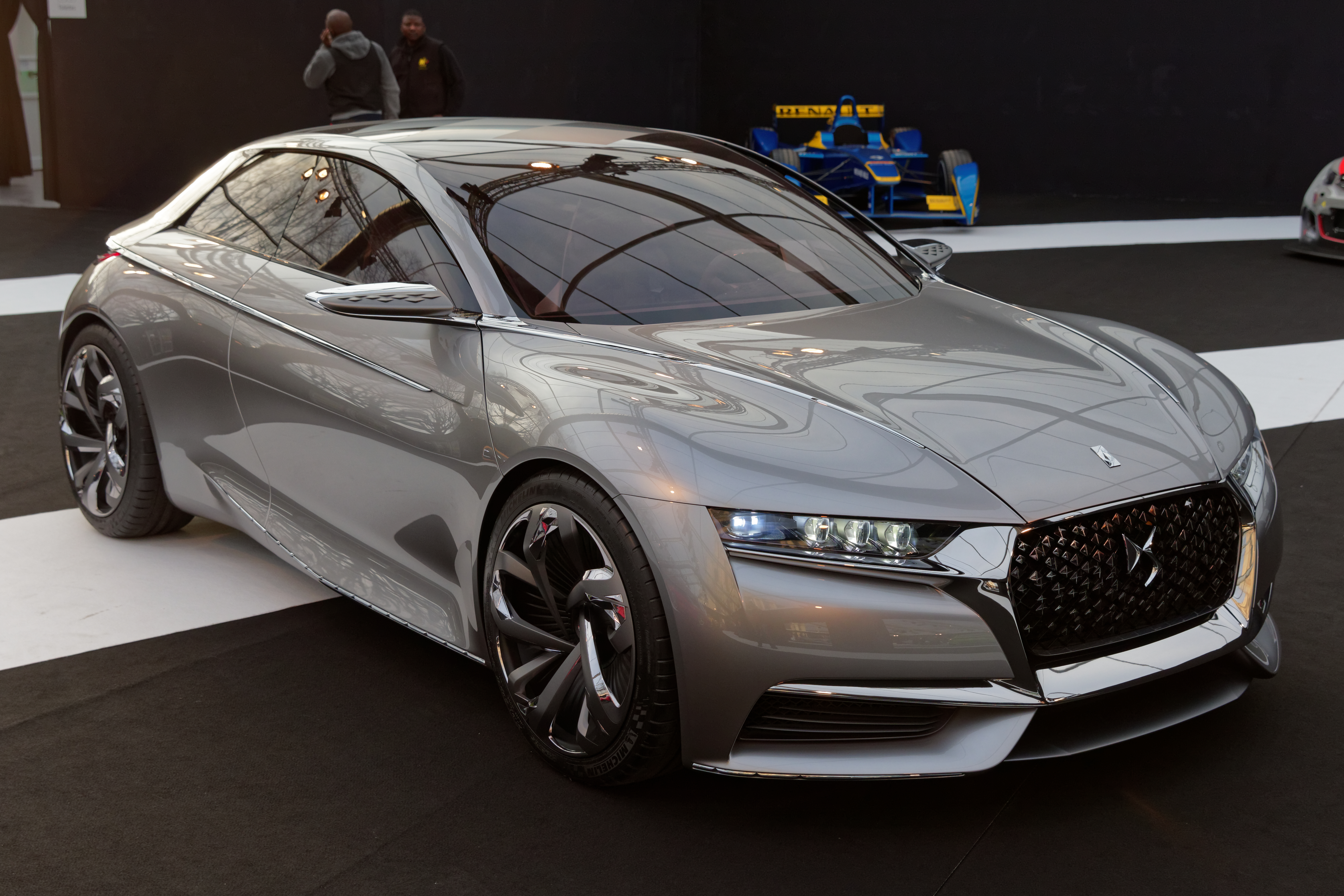
2014 DS Divine
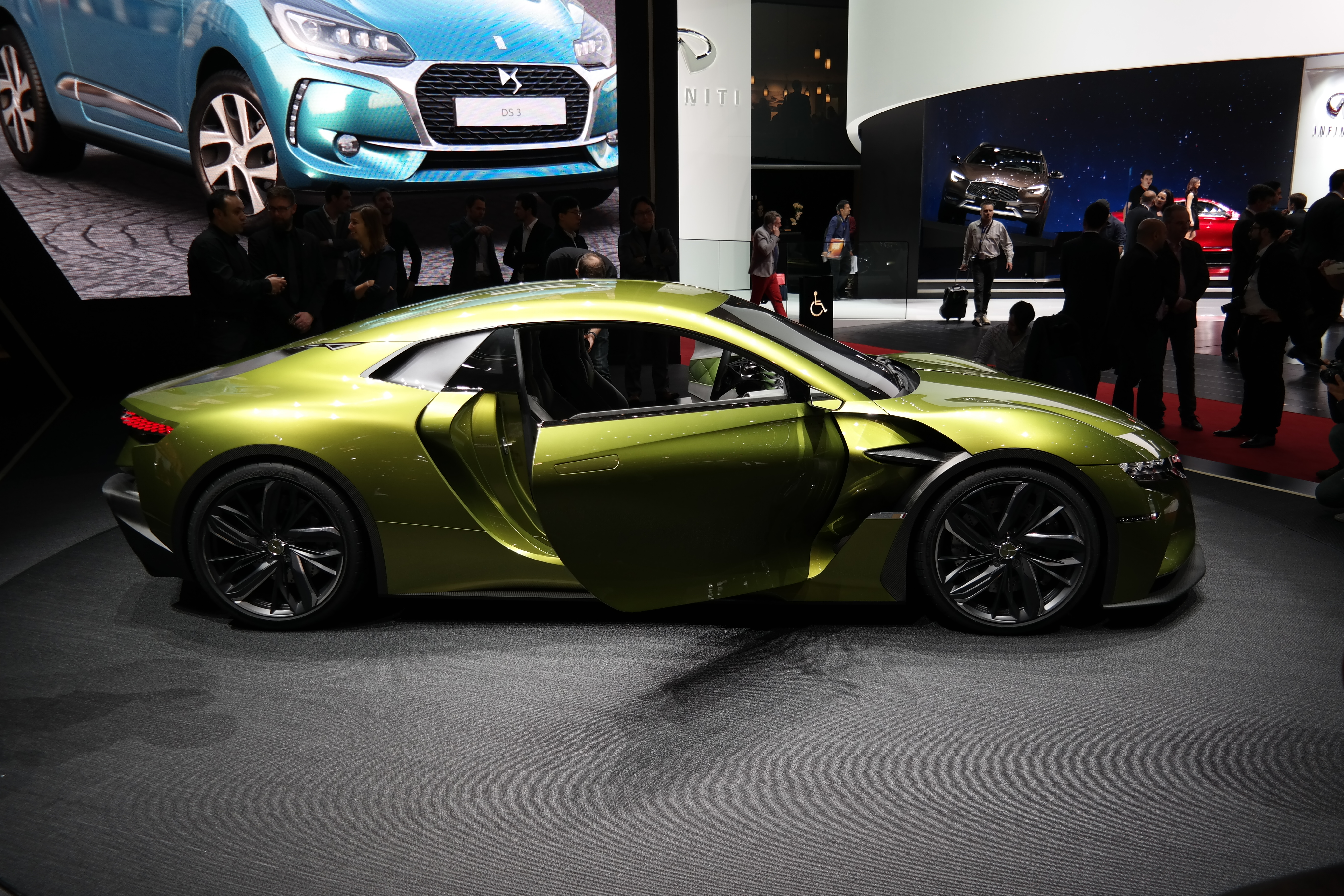
2016 DS E-Tense
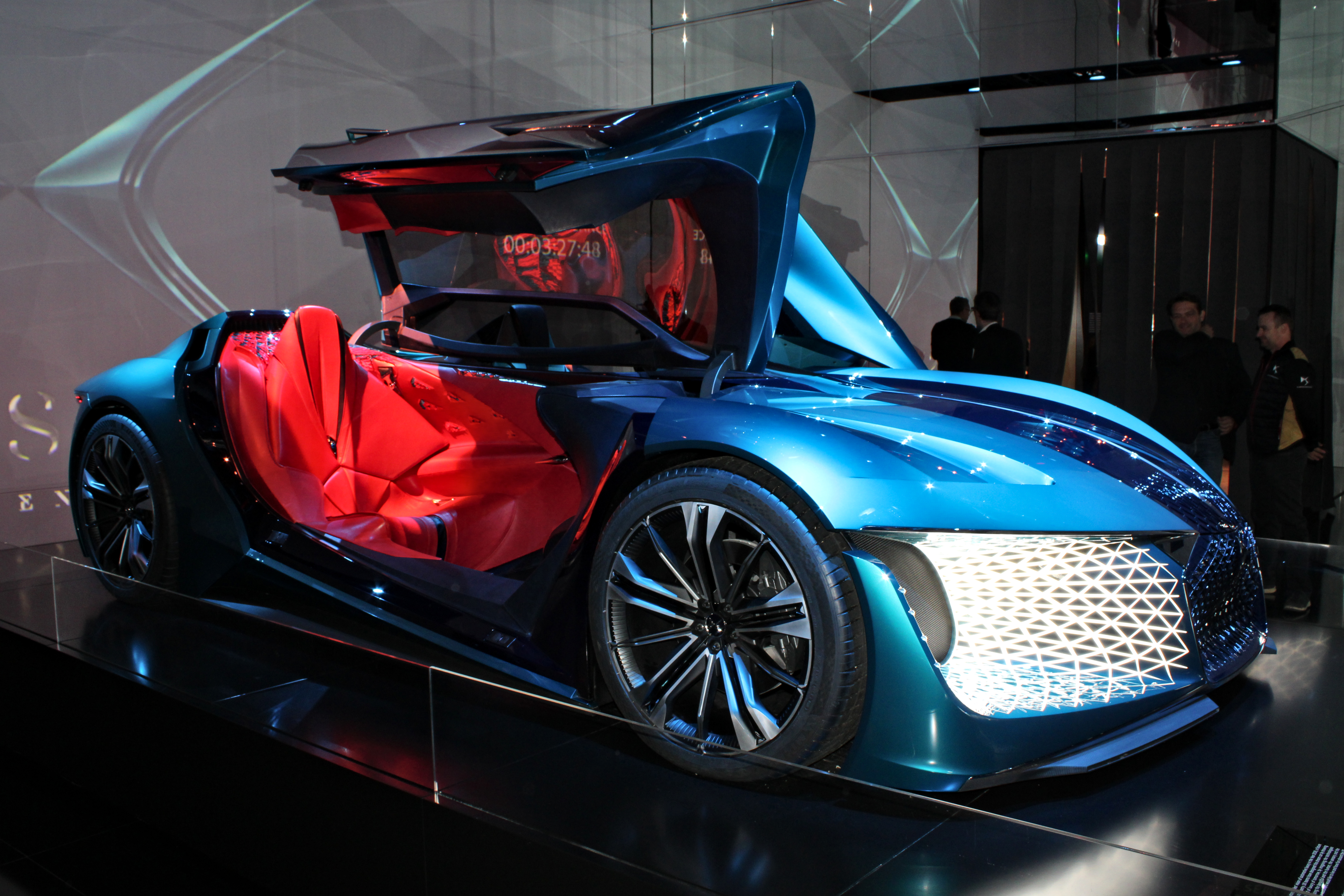
2018 DS X E-Tense